# FKモルナル
フドバルスキ・クルブ・モルナル（セルビア語: Fudbalski klub Mornar）は、モンテネグロ・バールを本拠地とするサッカークラブである。

## 歴史
1923年にJSKツルノイェヴィッチとして設立された。第二次世界大戦後にクラブ名をジャドラン、オブノヴァ、テンポ等に変えて改名を繰り返した。
1994-95シーズンにはツルノゴルスカ・レプブリチカ・リーガとレプブリチカ・クプ・ツルナ・ゴラの両方を制してダブルを達成した。モンテネグロ独立後はドルガ・ツルノゴルスカ・フドバルスカ・リーガに所属したが、2009年に昇格し史上初の1部参戦となった。その後は1部と2部の行き来が続いた。2018-19シーズンはプルヴァ・ツルノゴルスカ・フドバルスカ・リーガに所属したものの、36試合で1勝9分26敗の勝ち点12に終わるリーグ史上最低記録、さらに最大12連敗もリーグ史上最低記録を出して降格した。

## タイトル
- ドルガ・ツルノゴルスカ・フドバルスカ・リーガ: 2017-18, 2020-21
- ツルノゴルスカ・レプブリチカ・リーガ: 1988-89, 1994-95, 2000-01
- レプブリチカ・クプ・ツルナ・ゴラ: 1994-95

## 歴代所属選手
- ニコラ・ジギッチ 2002
- ジェナン・ラドンチッチ 2015-16